# François Drouin
Pour les articles homonymes, voir Drouin.
François Drouin, né le 7 août 1951 à Quierschied (protectorat français de la Sarre) est un chef d'entreprise français, spécialisé dans le domaine du financement des PME.

## Biographie

### Famille
François Marie Drouin est né le 7 août 1951 à Quierschied (Sarre) du mariage de Jean Drouin, ingénieur civil des Mines, président de société, et de Marie-Monique d'Arras.
De son mariage le 22 décembre 1973 avec Pascale Le Conte-Chrestien de Poly, sont nés quatre enfants.

### Formation
Élève de l'Institution Notre-Dame de Sainte-Croix à Neuilly-sur-Seine, François Drouin poursuit ses études par les classes préparatoires aux grandes écoles au sein du lycée Sainte-Geneviève de Versailles. Il est ancien élève de l'École polytechnique (promotion 1971) et diplômé de l'École Nationale des Ponts et Chaussées. En parallèle, il poursuit des études à l'université Paris X dont il obtient le Diplôme d'études supérieures spécialisées (DESS) de sciences économiques.

### Carrière professionnelle
François Drouin commence sa vie professionnelle comme ingénieur, chargé de l'arrondissement technique à la direction régionale de la navigation du Nord-Pas-de-Calais de 1976 à 1980. Puis jusqu'en 1985, il est ensuite chargé de l'arrondissement territorial de Valenciennes à la direction départementale de l'équipement du Nord et à la direction régionale de la navigation du Nord-Pas-de-Calais. En 1985-1986, il est délégué régional de la Caisse des dépôts et consignations pour la Haute-Normandie. Il est ensuite directeur régional de la Caisse des dépôts et consignations et du Crédit local de France pour la Bourgogne de 1986 à 1989.
Président du directoire de la Société régionale de financement des Caisses d'épargne de Midi-Pyrénées de 1989 à 1992, président du directoire de la Caisse d'épargne de Midi-Pyrénées de 1991 à 2003, caisse d'épargne qu'il crée à Toulouse par fusion de 14 entités. Il réalise les premières acquisitions externes du groupe Caisse d'épargne et en fait la première banque régionale qui finance les entreprises.
Il est président de Capitole-Location de 1993 à 2000, président d'Alliance-Entreprendre de 1995 à 2005, vice-président de l'Institut régional de développement industriel (1991 à 2003), membre du conseil de surveillance de la Caisse nationale des Caisses d'épargne de 1999 à 2003, vice-président de l'Institut catholique de Toulouse de 1996 à 2003, premier président de l'Institut national universitaire Jean-François Champollion de 2002 à 2004.
Nommé en 2003 président du Crédit foncier de France, il acquiert Enténial issu de la fusion du Comptoir des Entrepreneurs et de la banque La Hénin et développe fortement le Groupe où il reste jusqu'en 2007. Il est président de la Compagnie de financement foncier de 2003 à 2007, président-directeur général d'Entenial en 2004-2005, président du conseil de surveillance de Locindus en 2007.
En 2007, il est nommé président d’Oséo, pour fusionner les différentes entités au service des PME et ETI et en faire une entreprise coopérant avec les banques. En 2011, son mandat est renouvelé pour cinq ans. 
En 2010, il réorganise Oséo, que le magazine L'Usine nouvelle qualifie de « bras financier de la relance des entreprises ». Il rationalise la structure, née de la fusion de trois dispositifs. Il annonce en 2010 la fusion des quatre sociétés qui composent Oséo.
En 2011, il est mis en cause dans une affaire de conflit d'intérêts impliquant la ministre de l'économie, Christine Lagarde, et l'un de ses fils.
Nommé vice-président de la BPI à sa création, il démissionne d'OSEO en juin 2013.
C'est en 2013 également qu'il est nommé président de la Société française du tunnel routier du Fréjus, président-fondateur d'ETI Finance spécialisée dans le financement des entreprises. Le 5 juin 2013, il est nommé président du conseil d'administration de la société Autoroutes et tunnel du Mont-Blanc (ATMB),, et à ce titre le 24 juin 2013 : membre du conseil d'administration du Fonds pour le développement d'une politique intermodale des transports dans le massif alpin.
Le 4 mai 2017, trois jours avant le second tour de la présidentielle, François Drouin est démis de son poste par François Hollande qui nomme à sa place Thierry Repentin, ex-ministre du gouvernement Jean-Marc Ayrault II et élu (PS) de Savoie. Il juge cette décision contraire au droit.
Il a été trésorier de l'association Monseigneur Théas, les Juifs, les Justes.
Il est aujourd'hui président d'ETI finance, une société de conseil en management destinée aux entreprises de taille intermédiaire. 

## Publications

### Articles
François Drouin a publié de nombreux articles dont :
- Une source inépuisable de croissance, no 641, janvier 2009 [lire en ligne]
- En finir avec les idées reçues sur le financement, no 690, décembre 2013 [lire en ligne]
- L'innovation, clé de la croissance verte, Annales des Mines - Responsabilité et environnement, 2011/1 no 61, [présentation en ligne]

### Ouvrages
Il a publié trois ouvrages dont un en collaboration :
- Le Vieux Montauban, six promenades à travers ses rues, 2001  (ISBN 978-2-70899-051-7)
- Monseigneur Théas, les Juifs, les Justes, en collaboration, 2003  (ISBN 978-2-70890-524-5)
- en coll, L'art de la prévention et du traitement des entreprises en difficulté, Lawficom éditions, 2009 (ISBN 978-2-99999-857-5)

## Distinctions
François Drouin est officier de l'ordre national de la Légion d'honneur.

## Pour approfondir